# István Tamás bosnyák király
István Tamás (1412 körül – 1461. július 10.), bosnyákul és horvátul: Stjepan Tomaš, szerbül: Стефан Томаш Котроманић, bosnyák király. A Kotromanić-ház tagja.

## Élete
Ostoja István bosnyák királynak egy ismeretlen nővel folytatott házasságon kívüli viszonyából származó fia. 1443 novemberében annak ellenére választották királlyá II. Tvrtko halála után mint annak unokaöccsét, hogy II. Tvrtko a Cillei családot jelölte ki trónja örököséül. Cillei Hermann azonban még Tvrtko életében meghalt, és az unokáját, Cillei Ulrikot pedig legfőbb magyarországi riválisa, Hunyadi János ütötte el a bosnyák tróntól, István Tamás királyságát támogatva. Első házasságát Vojača úrnővel, melyet patarénus szokás szerint kötött még trónra lépése előtt, IV. Jenő pápa egy 1445. május 29-én kelt oklevélben érvénytelenítette, ugyanakkor a válás ellenére a fiukat, Tomašević Istvánt is törvényesnek ismerte el. Ezután István Tamás feleségül vette országa legnagyobb főurának, Szent Száva hercegének, Vukčić Istvánnak a lányát, Vukčić Katalin hercegnőt 1446 áprilisában, és így sikerült apósával is elismertetni az uralmát Bosznia felett.

## Gyermekei
- Vojača (1417 körül–1445 után) bosnyák úrnőtől, 2 fiú:
  - István (1438 körül–1463) bosnyák királyi herceg, Szerbia (1459) és Bosznia (1463) utolsó uralkodója, felesége Brankovics Mária (1447–1498 körül) szerb hercegnő, gyermekei nem születtek
  - N. (fiú) bosnyák királyi herceg, meghalt 14 évesen[2]
- Vukčić Katalin (1424–1478) szent szávai hercegnőtől, 2 gyermek:
  - Zsigmond (1449–1490 körül) bosnyák királyi herceg, 1463-ban anyja ellenkezése ellenére İshak bey Kraloğlu/Ishak-beg Kraljević/Исхак-бег Краљевић néven iszlám hitre tért, 4 gyermek:
    - Hatidzse
    - Ali
    - Musztafa
    - Nilüfer

  - Katalin (Stefánia) bosnyák királyi hercegnő, 1463-ban anyja ellenkezése ellenére iszlám hitre tért